# Nordkaukasischer Positurtümmler
Die Nordkaukasischen Positurtümmler sind eine russische Haustaubenrasse. Erzüchtungsgebiet dieser Rasse ist der Nordkaukasus. Die Tauben dieser Rasse sind mittelgroß, weiß mit farbigem Schwanz. Ihre Flügel befinden sich unterhalb des hoch getragenen Schwanzes.